# Joaquim Rafael Branco
Joaquim Rafael Branco (1953) is een Santomees politicus. Anno 2011 is hij voorzitter van de Movimento de Libertação de São Tomé e Príncipe-Partido Social Democrata (MLSTP-PSD).
Branco was tussen 2000 en 2001 minister van Buitenlandse Zaken in het kabinet van Guilherme Posser da Costa en in juli 2003 tijdens de staatsgreep was hij minister van Publieke Werken. Toen premier Patrice Trovoada in mei 2008 na een motie van wantrouwen van de MLSTP-PSD het veld moest ruimen vroeg president Fradique de Menezes de MLSTP-PSD een regering te vormen. De partij wees Branco aan als premier en hij vormde een kabinet dat tot aan de door MLSTP-PSD verloren parlementsverkiezingen van 2010 aanbleef.

## Kabinet-Branco
De volgende ministers maakten in mei 2010 deel uit van de regering van Branco
| Functie                                                                                            | Minister                          | Partij    |
| -------------------------------------------------------------------------------------------------- | --------------------------------- | --------- |
| Minister-President                                                                                 | Joaquim Rafael Branco             | MLSTP-PSD |
| Minister van Nationale Defensie en Interne Orde en van Justitie en Parlementaire Zaken             | Elsa Texeira de Barros Pinto      | MLSTP-PSD |
| Minister van Buitenlandse Zaken en Samenwerking                                                    | Carlos Alberto Pires Tiny         | MLSTP-PSD |
| Minister van Onderwijs en Cultuur                                                                  | Jorge Lopes Bom Jesus             | MLSTP-PSD |
| Minister van Handel, Toerisme en Industrie                                                         | Celestino da Graca Andrade        | MLSTP-PSD |
| Minister van Planning en Financiën                                                                 | Ângela Viegas Santiago            | MLSTP-PSD |
| Minister van Publieke Werken en Infrastructuur, Stedelijke Ontwikkeling, Transport en Communicatie | Benjamin Vera Cruz                | PCD       |
| Minister van Gezondheid                                                                            | Arlindo de Carvalho               | PCD       |
| Minister van Staat voor Pers, Jeugd en Sport                                                       | Maria de Cristo da Costa Carvalho | PCD       |
| Minister van Landbouw, Plattelandsontwikkeling en Visserij en van Natuurlijke Bronnen en Energie   | Jose Luis Xavier Mendes           | PCD       |
| Minister van Arbeid, Solidariteit en Familiezaken                                                  | Carlos Gomes                      | PCD       |
| Minister van Binnenlandse Zaken, Territoriale Administratie en Burgerbescherming                   | António Paquete                   | onafh.    |

Op 25 augustus 2009 waren Justino Veiga (Justitie, Overheidshervorming en Parlementaire Zaken), Agostinho da Silveira Rita (Natuurlijke Bronnen en Milieu), Maria Tome de Araujo (Arbeid, Solidariteit, Vrouwen en Familiezaken) en Raul Antonio da Costa Cravid (Binnenlandse Zaken en Burgerbescherming) ook nog minister.
Miguel Trovoada (1975) · Leonel Mário d'Alva (1975–1978) · Maria do Nascimento da Graça Amorim (1978–1986) · Fradique de Menezes (1986–1987) · Guilherme Posser da Costa (1987–1988) · Carlos Graça (1988–1990) · Guilherme Posser da Costa (1990–1991) · Alda Bandeira (1991–1993) · Albertino Bragança (1993–1994) · Guilherme Posser da Costa (1994–1996) · Homero Jeronimo Salvaterra (1996–1999) · Alberto Paulino (1999) · Paulo Jorge Espirito Santo (1999–2000) · Joaquim Rafael Branco (2000–2001) · Patrice Trovoada (2001–2002) · Mateus Meira Rita (2002) · Alda Bandeira (2002) · Mateus Meira Rita (2002–2004) · Óscar Sousa (2004) · Ovídio Manuel Barbosa Pequeno (2004–2006) · Óscar Sousa (2006) · Carlos Gustavo dos Anjos (2006–2007) · Ovídio Manuel Barbosa Pequeno (2007–2008) · Carlos Tiny (2008–2010) · Manuel Salvador dos Ramos (2010–2012) · Natália Pedro da Costa Umbelina Neto (2012–2014) · Manuel Salvador dos Ramos (2014–2016) · Urbino Botelho (2016–2018) · Elsa Pinto (2018–2020) · Edite Ten Jua (2020–heden)
Leonel Mário d'Alva (1974–1975) · Miguel Trovoada (1975–1979) · geen (1979–1988) · Celestino Rocha da Costa (1988–1991) · Daniel Lima dos Santos Daio (1991–1992) · Norberto d'Alva Costa Alegre (1992–1994) · Evaristo Carvalho (1994) · Carlos Graça (1994–1995) · Armindo Vaz d'Almeida (1995–1996) · Raul Bragança Neto (1996–1999) · Guilherme Posser da Costa (1999–2001) · Evaristo Carvalho (2001–2002) · Gabriel Arcanjo da Costa (2002) · Maria das Neves (2002–2004) · Damião Vaz d'Almeida (2004–2005) · Maria do Carmo Silveira (2005–2006) · Tomé Vera Cruz (2006–2008) · Patrice Trovoada (2008) · Joaquim Rafael Branco (2008–2010) · Patrice Trovoada (2010–2012) · Gabriel Arcanjo da Costa (2012–2014) · Patrice Trovoada (2014–2018) · Jorge Bom Jesus (2018–2022) · Patrice Trovoada (2022–2025) · Ilza Amado Vaz (2025) · Américo Ramos (2025–heden)